# SPARClite

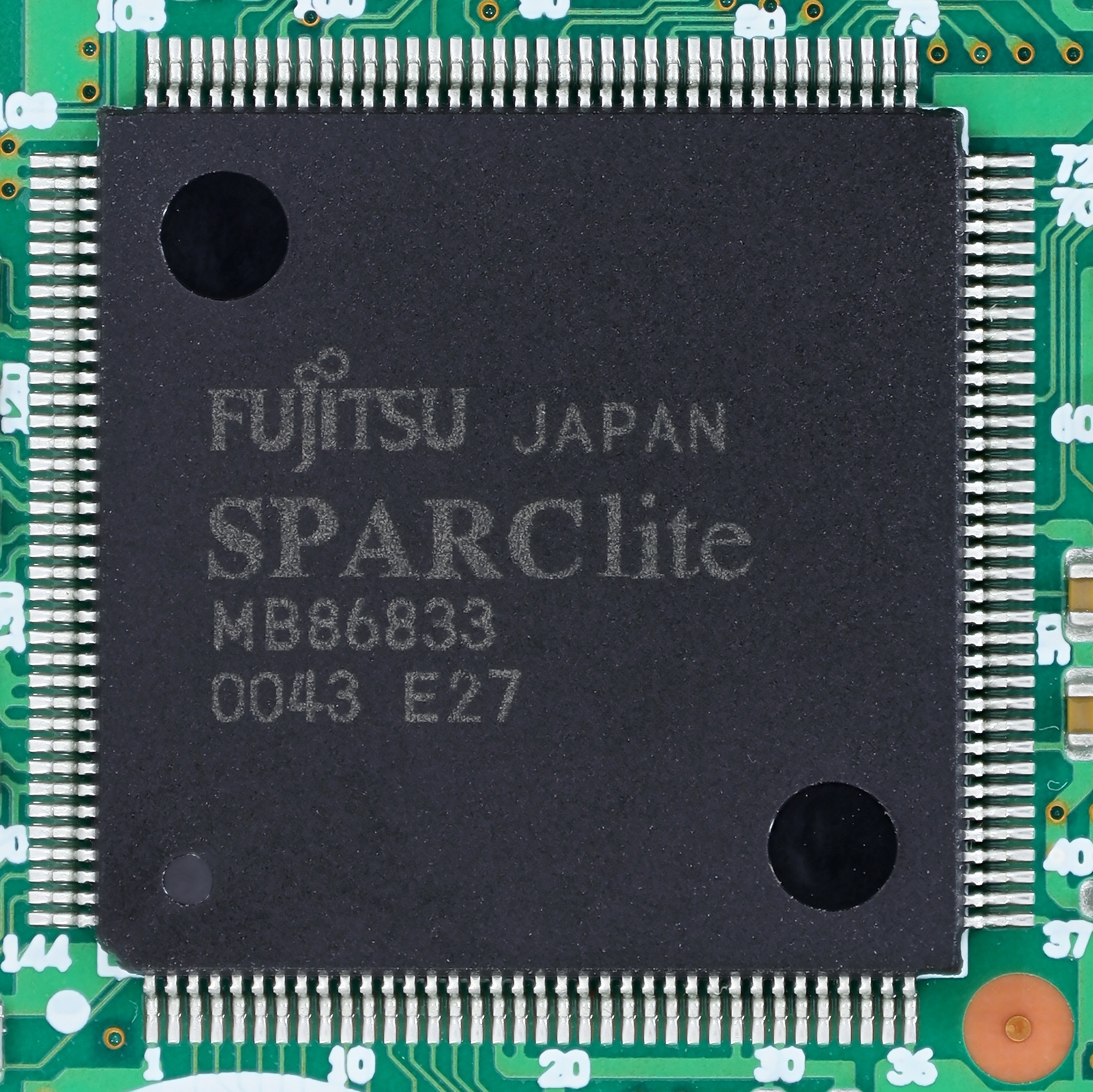
SPARClite MB86833 processzor egy Olympus C-960 ZOOM digitális fényképezőgép alaplapján

A ma már nem gyártott SPARClite 32 bites RISC processzorcsalád a SPARC architektúrán alapult, a Fujitsu gyártotta MB8683x jelöléssel, az 1990-es években. Ezt a processzortípust a Fujitsu FR és FR-V processzorok váltották fel. A processzorokat beágyazott rendszerekben való alkalmazásra tervezték, 66 és 80 MHz-es órajelen működő változatai készültek, amik a gyártó szerint 66 és 80 MIPS-es teljesítményt nyújtottak. A MB86832 jelű csipnek 100 MHz-es változata is volt. A processzorok belső felépítése a módosított Harvard-architektúrát követte, tehát belsőleg elkülönült utasítássínnel és adatsínnel rendelkezett, ezekhez külön, kétutas csoport-asszociatív gyorsítótárak csatlakoztak, a lapkára integrálva. Utasításkészlete SPARC V8E kompatibilis. Csipre integrált DRAM vezérlővel, megszakításvezérlővel, fogyasztásszabályozó áramkörrel rendelkezik. 16 különböző, 256 MiB méretű címteret kezel.
A gyártó ezeket a processzorokat digitális kamerákban, set-top boxokban, hálózati eszközökben, nyomtatókban, lapolvasókban, faxokban, DVD lejátszókban, különféle mobil eszközökben való felhasználásra ajánlotta, de a felhasználási lehetőségek között ott vannak a háztartási eszközök, pl. mosógépek és mikrosütők, de még a füstdetektorok is.
0,35 mikronos 2 fémrétegű CMOS technológiával készült, tápfeszültsége 3,3 V, a bemeneti vonalak feszültsége 3,3 és 5 V.

## Fordítás
Ez a szócikk részben vagy egészben  a   SPARClite című angol Wikipédia-szócikk ezen változatának fordításán alapul.  Az eredeti cikk szerkesztőit annak laptörténete sorolja fel. Ez a jelzés csupán a megfogalmazás eredetét és a szerzői jogokat jelzi, nem szolgál a cikkben szereplő információk forrásmegjelöléseként.